# Tôn Khánh Thành
Tôn Khánh Thành (chữ Hán: 孙庆成, ? - 1812) là tướng lãnh nhà Thanh, từng tham chiến tại Việt Nam.
Ông là người Hán Quân Chính Bạch kỳ, nguyên quán Quảng Ninh, Liêu Ninh.
Thanh sử cảo xếp ông vào nhóm các tướng lãnh có công đánh dẹp khởi nghĩa Bạch Liên giáo, đề mục chỉ dùng tên mà không có họ, như vẫn làm với các nhân vật người Mãn Châu, Mông Cổ. Trong khi đề mục dành cho liệt truyện các đời tiên tổ của Khánh Thành là Tôn Đắc Công, Tôn Tư Khắc vẫn có đầy đủ tên, họ.

## Thân thế
Thanh sử cảo chép ông là chắt của danh tướng Tôn Tư Khắc, cháu của Đô thống Tôn Ngũ Phúc. Xét phả hệ tập tước của họ Tôn như sau: Tôn Tư Khắc → Tôn Thừa Vận, Tôn Thừa Ân → Tôn Đồng Phúc → Tôn Duy Trung → Tôn Khánh Lân. Như vậy, nếu Khánh Thành là cháu của Ngũ Phúc, thì ông phải là chút của Tư Khắc mới đúng.

## Sự nghiệp

### Khởi nghiệp
Ban đầu Khánh Thành làm Loan Nghi vệ Chỉnh nghi úy, rồi được thăng làm Quảng Đông Đốc tiêu Phó tướng.
Năm Càn Long thứ 53 (1788), ông theo Tổng đốc Tôn Sĩ Nghị đi đánh Việt Nam, có công, được ban Hoa linh, dũng hiệu Tích Lang A Ba Đồ Lỗ. Sau khi trở về được thăng làm Chính Bạch kỳ Hán quân Phó đô thống, Hộ bộ Thị lang, Ngự tiền Thị vệ, Chính Hồng kỳ Hộ quân Thống lĩnh.
Năm thứ 57 (1792), ra làm Cổ Bắc Khẩu Đề đốc.

### Đánh dẹp Bạch Liên giáo
Năm Gia Khánh nguyên niên (1796), soái quân đi tiễu khởi nghĩa Bạch Liên giáo ở Nam Dương, Tương Dương, cùng Hằng Thụy lần lượt đánh bại Diêu Chi Phú, Lưu Chi Hiệp ở Song Câu, Trương Gia Tập. Nghĩa quân đóng đồn ở Nha Nhi Sơn thuộc Tảo Dương, chia giữ Trương Gia Thùy, doanh trại kéo dài hơn 10 dặm, chống lại quan quân. Khánh Thành đi trước, tập kích trại địch, đại phá được, bắt Tống Đình Quý, Trần Chánh Ngũ; đuổi theo đánh bại tàn dư nghĩa quân ở Hồng Thổ Sơn, bắt Hoàng Ngọc Quý, được gia hàm Thái tử Thiếu bảo. Chi Phú trốn đi Chung Tường, hợp với bọn Lưu Khởi Vinh, Trương Phú Quốc lên đến 5–6 vạn người, ông cùng bọn Vĩnh Bảo đội mưa đánh hạ được, được tấn hàm Thái tử Thái bảo. Nghĩa quân trốn đi Song Câu, quấy nhiễu Hô Đà Trấn thuộc huyện Đường. Bọn Khánh Thành cho rằng binh sĩ đã mỏi mệt, không thể vây tiễu, có chiếu nghiêm trách. Nghĩa quân trốn đi Thái Bình Trấn thuộc Tảo Dương, quan quân 4 lộ hợp công, chém mấy ngàn thủ cấp, Khánh Thành bị mâu đâm trúng, được hậu thưởng. Tháng 11, nghĩa quân ngầm vượt Cổn Hà trốn về phía bắc, ông cùng bọn Vĩnh Bảo bị khiển trách, bị đoạt hết cung hàm, hoa linh, dũng hiệu, đổi Huệ Linh làm Tổng thống. Sau đó cùng Huệ Linh liên tiếp phá nghĩa quân ở Vương Gia Thành, Tử Sơn.
Tháng giêng năm thứ 2 (1797), đại chiến Hưng Long Tập, chém hơn 2000 thủ cấp. Quan quân chia đường đuổi theo nghĩa quân, Khánh Thành bắn trúng thủ lĩnh Lưu Khởi Vinh, bắt được ông ta, tỏ ra đắc lực nhất trong các tướng. Càn Long Đế lo ông là con cháu gia đình tôn quý, chưa phải nỗ lực để thăng tiến, từng tự ý thả giặc ở Cổn Hà, nên mệnh cho Huệ Linh kèm cặp, đến nay được chiếu miễn tội cũ. Tháng 2, đánh nghĩa quân ở Tằng Gia Điếm, bụng trúng mâu, bịt vết thương tiếp tục chiến đấu. Nghĩa quân chia mấy đường trốn vào Hà Nam, Khánh Thành đuổi theo Lý Toàn, liên tiếp phá được ông ta ở Ngũ Lý Xuyên thuộc Xác Sơn, Hỏa Diễm Câu thuộc Lô Thị. Tháng 4, Lý Toàn, Vương Đình Chiếu hợp quân hạ được Vân Tây, ông đuổi đến giành lại được thành, nghĩa quân không chống lại mà chia nhau bỏ trốn. Ít lâu sau, Diêu Chi Phú vượt Hán Giang, Khánh Thành bị giáng đội mũ Nhị phẩm, tạm lưu nhiệm Đề đốc. Nghĩa quân Hồ Nam trốn đi Khai Châu, cùng Huệ Linh đuổi theo đánh bại họ ở Nam Thiên Động, Hỏa Diễm Bá, được trả lại Hoa linh. Nghĩa quân Hồ Nam đi Đại Ninh, hợp quân với nghĩa quân Tứ Xuyên, Khánh Thành và quan quân Tứ Xuyên hội tiễu. Tháng 9, cùng Hằng Thụy chặn đánh nghĩa quân trốn về Hồ Bắc ở Tuân Dương, nên Lý Toàn, Vương Đình Chiếu men Hán Đông bỏ chạy, Khánh Thành lên thuyền xuôi dòng để chặn đầu, Huệ Linh, Hằng Thụy đi đường bộ theo đuôi, đến Tử Dương giáp công nghĩa quân; họ trốn đi Hưng An, ông mất một ngày đêm thì đuổi kịp, đại phá nghĩa quân ở Ti Độ Hà. Thủ lĩnh nghĩa quân ở Tứ Xuyên là Vương Tam Hòe quấy nhiễu Bảo Ninh, La Kỳ Thanh, Nhiễm Văn Trù chia nhau cướp Xuyên Đông, triều đình mệnh cho Khánh Thành dời quân đến Xuyên, cùng Nghi Miên hợp tiễu.
Năm thứ 3 (1798), chặn đánh La Kỳ Thanh, chân trúng đạn, bị thương nặng, phải giải nhiệm về nhà điều trị.
Năm thứ 4 (1799), vết thương khỏi, vẫn làm Ngự tiền Thị vệ hành tẩu. Sau đó thụ chức Thành Đô Tướng quân, nhận mệnh đi Thiểm Tây cùng Vĩnh Bảo hiệp tiễu Trương Hán Triều. Gặp lúc Minh Lượng bới móc tội Vĩnh Bảo, Khánh Thành thua trận, triều đình mệnh cho Na Ngạn Thành, Tùng Quân làm án, lột chức bọn họ tra hỏi; lại bị tố cáo làm thất thoát quân nhu ở Hồ Bắc, nên bị tịch thu gia sản.
Trương Hán Triều đã bị diệt, ông bị kết tội, xử đi thú ở Y Lê, chưa lên đường, tháng 1 năm thứ 5 (1800), nhận mệnh đi Thiểm Tây hiệu lực. Ngạch Lặc Đăng Bảo gọi Khánh Thành đi tiễu Cao Thiên Đức, Mã Học Lễ, liên tiếp đánh bại nghĩa quân ở Lễ Tân Trấn, Hà Gia Cù, bắt chém mấy ngàn, được nhận hàm Tam đẳng Thị vệ. Hiệp tiễu Ngũ Kim Trụ, Tằng Liễu, được thụ chức Thiểm An trấn Tổng binh. Tháng 7, Kim Trụ và Nhiễm Học Thắng, Trương Thiên Luân hợp quân xâm phạm Thiểm Tây, ông ngăn họ ở Vị Hà, nghĩa quân chia đường bỏ trốn; Khánh Thành đuổi Thiên Luân ở Giáo Tràng Bá, Ma Trì Câu, diệt bộ tướng của Thiên Luân là Tống Ma Tử, lại đánh bại dư đảng của Kim Trụ là Tằng Chi Tú ở Nam Sơn; được kiêm thự (chức) Cố Nguyên Đề đốc. Khi làm Kinh lược đi Tứ Xuyên, hơn 3 vạn quân Thiểm Tây, Cam Túc đều quy cho Khánh Thành tiết chế, nghĩa quân Tứ Xuyên của Nhiễm Thiên Nguyên, Nhiễm Học Thắng, Phàn Nhân Kiệt nối nhau vượt Hán Giang, có chiếu trách ông phòng ngự sơ sài, cho lập công chuộc tội.
Năm thứ 6 (1801), Từ Thiên Đức, Phàn Nhân Kiệt lại đến bên bờ Trường Giang, muốn vượt sông đi Vân Tây, đánh đuổi bọn họ, được thực thụ Đề đốc. Đánh dư đảng của Dương Khai Giáp ở Quảng Nguyên, bắt được con trai ông ta là Lân Sanh, được gia mũ đội Nhất phẩm. Cẩu Văn Minh ngầm vào Cam Túc, ông đánh đuổi ông ta, được trả lại Dũng hiệu. Đuổi theo nghĩa quân Tứ Xuyên của bọn Tân Thông ở Ninh Miện, bắt được đồng đảng Tằng Hiển Chương, Trương Thiêm Triều.
Năm thứ 7 (1802), đánh bại dư đảng của Trương Thiên Luân ở huyện Phượng, Lưỡng Đương, bắt Trương Hỷ, Ngụy Hồng Thăng; nghĩa quân trốn vào rừng già của Tử Bách Sơn, ông gói lương khô đi bắt, diệt sạch bọn họ, được trả lại hàm Thái tử Thái bảo.

## Những năm cuối đời
Trước đó cha của Khánh Thành mất, việc quân đang gấp, không rời được; đến khi nghĩa quân Nam Sơn dần yếu đi, triều đình mới cho về giữ tang. Sau đó được thự chức Hồ Bắc Đề đốc, hết tang được thực thụ, thăng làm Thành Đô Tướng quân.
Năm thứ 11 (1806), vào triều, Gia Khánh Đế nhớ đến công lao của ông, hỏi: "Từng đeo hoa linh 2 mắt chưa?" Đáp: "Đánh An Nam được thưởng, Hòa Thân không cho dùng; bắt Lưu Khởi Vinh, Tiên đế muốn cho, lại bị Hòa Thân ngăn trở." Gia Khánh Đế mệnh cho Quân Cơ Xứ kiểm tra thì không có việc ấy, nên bị tội khi quân mà chịu lột chức, phải đi thú Hắc Long Giang.
Sang năm, được thụ làm Trường Tổng quản, trải qua các chức vụ Mã Lan trấn Tổng binh, Hồ Bắc Đề đốc, Phúc Châu Tướng quân.
Năm thứ 17 (1812), Khánh Thành mất. Thụy là Tương Khác.